# 男鹿市

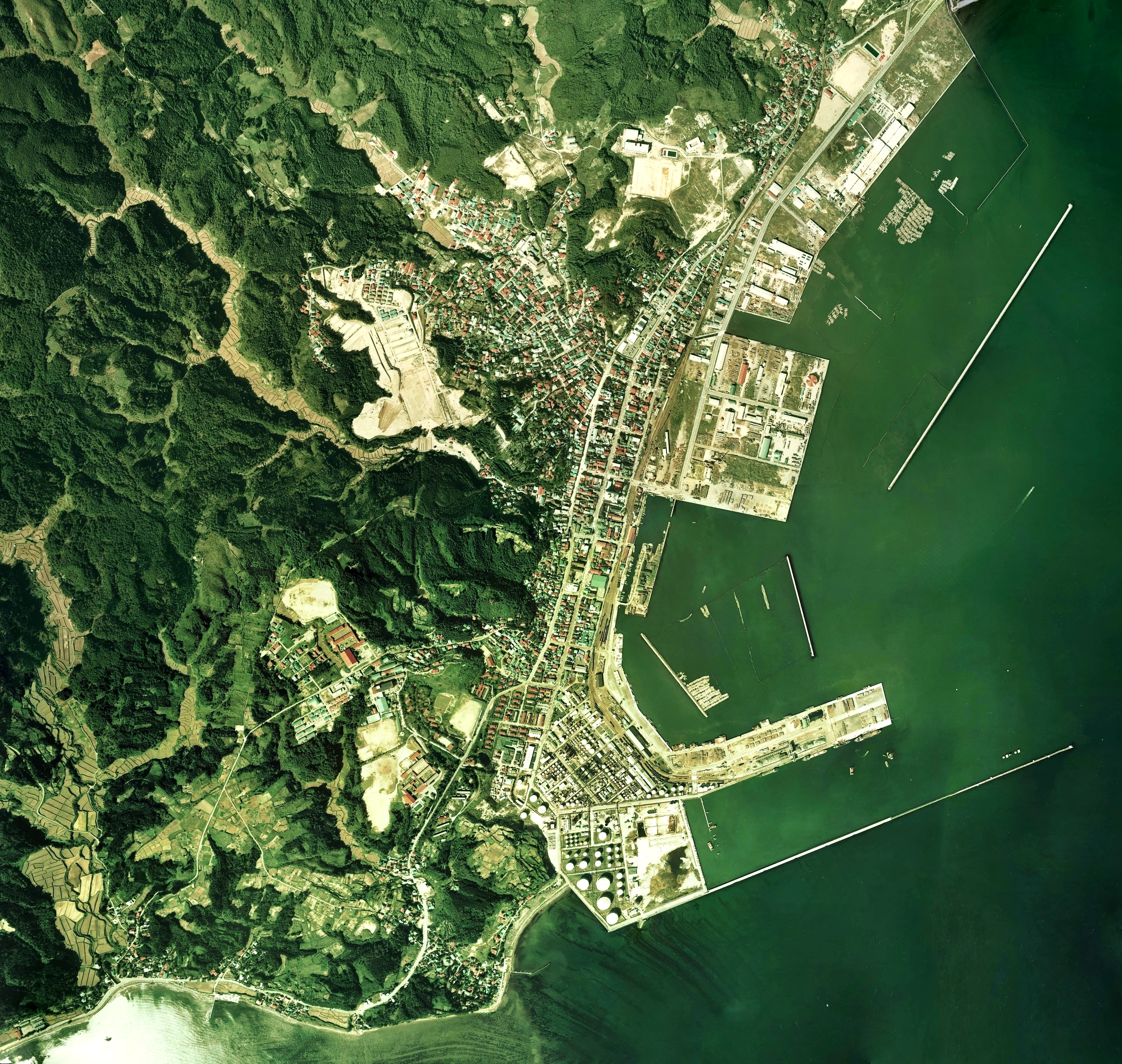
男鹿市役所のある船川港地区付近の空中写真。1975年撮影の6枚を合成作成。
。

男鹿市（おがし）は、秋田県西部にある市。男鹿半島の大半を占める。

## 地理
男鹿市は男鹿半島のほとんどを占め、3方を日本海に囲まれている。男鹿半島には寒風山と本山の2つの山があり、滝川を初めいくつかの河川が海に向かって流れる。市西部には戸賀湾があり、戸賀港や市役所の戸賀出張所が置かれる。また、北西端には入道崎がある。市南部は人口が集積し、鉄道（男鹿線）が通り市役所が置かれる。
八郎潟調整池に境界未定部分がある。
- 山:寒風山
- 河川:滝川
- 湖沼:一ノ目潟、八郎潟調整池

### 気候
海洋性気候を持ち、年間の真夏日日数の平均は10.9日（1991年から2020年の統計）と青森市より少ない。
これまでの猛暑日の観測記録も5回のみで、フェーン現象の影響で度々猛暑となる県内では涼しい部類に入る。
一方、夜間は熱帯夜になる事もある。
冬は秋田市よりも寒さが厳しいものの、-10℃を下回る事は近年では稀。
- 気温 - 最高35.6℃（2000年（平成12年）7月31日、2025年（令和7年）7月31日）、最低−14.7℃（1981年（昭和56年）1月14日）
- 最大日降水量 - 238.5ミリ（2023年（令和5年）7月15日）
- 最大瞬間風速 - 34.4メートル（2012年（平成24年）4月4日）

| 男鹿（1991年～2020年、標高20m）の気候 | 男鹿（1991年～2020年、標高20m）の気候 | 男鹿（1991年～2020年、標高20m）の気候 | 男鹿（1991年～2020年、標高20m）の気候 | 男鹿（1991年～2020年、標高20m）の気候 | 男鹿（1991年～2020年、標高20m）の気候 | 男鹿（1991年～2020年、標高20m）の気候 | 男鹿（1991年～2020年、標高20m）の気候 | 男鹿（1991年～2020年、標高20m）の気候 | 男鹿（1991年～2020年、標高20m）の気候 | 男鹿（1991年～2020年、標高20m）の気候 | 男鹿（1991年～2020年、標高20m）の気候 | 男鹿（1991年～2020年、標高20m）の気候 | 男鹿（1991年～2020年、標高20m）の気候 |
| 月                                    | 1月                                   | 2月                                   | 3月                                   | 4月                                   | 5月                                   | 6月                                   | 7月                                   | 8月                                   | 9月                                   | 10月                                  | 11月                                  | 12月                                  | 年                                    |
| ------------------------------------- | ------------------------------------- | ------------------------------------- | ------------------------------------- | ------------------------------------- | ------------------------------------- | ------------------------------------- | ------------------------------------- | ------------------------------------- | ------------------------------------- | ------------------------------------- | ------------------------------------- | ------------------------------------- | ------------------------------------- |
| 最高気温記録 °C （°F）                | 12.1 (53.8)                           | 16.1 (61)                             | 20.3 (68.5)                           | 27.8 (82)                             | 30.2 (86.4)                           | 32.7 (90.9)                           | 35.6 (96.1)                           | 35.3 (95.5)                           | 34.6 (94.3)                           | 27.9 (82.2)                           | 22.5 (72.5)                           | 16.6 (61.9)                           | 35.6 (96.1)                           |
| 平均最高気温 °C （°F）                | 2.9 (37.2)                            | 3.5 (38.3)                            | 7.1 (44.8)                            | 12.9 (55.2)                           | 18.3 (64.9)                           | 22.5 (72.5)                           | 26.0 (78.8)                           | 28.0 (82.4)                           | 24.5 (76.1)                           | 18.5 (65.3)                           | 12.1 (53.8)                           | 5.7 (42.3)                            | 15.2 (59.4)                           |
| 日平均気温 °C （°F）                  | 0.0 (32)                              | 0.3 (32.5)                            | 3.3 (37.9)                            | 8.6 (47.5)                            | 14.0 (57.2)                           | 18.4 (65.1)                           | 22.4 (72.3)                           | 23.8 (74.8)                           | 19.8 (67.6)                           | 13.5 (56.3)                           | 7.7 (45.9)                            | 2.4 (36.3)                            | 11.2 (52.2)                           |
| 平均最低気温 °C （°F）                | −3.2 (26.2)                           | −3.4 (25.9)                           | −1.0 (30.2)                           | 3.5 (38.3)                            | 9.5 (49.1)                            | 14.1 (57.4)                           | 18.9 (66)                             | 19.7 (67.5)                           | 15.1 (59.2)                           | 8.3 (46.9)                            | 3.0 (37.4)                            | −1.1 (30)                             | 7.0 (44.6)                            |
| 最低気温記録 °C （°F）                | −14.7 (5.5)                           | −14.4 (6.1)                           | −11.4 (11.5)                          | −4.2 (24.4)                           | 1.0 (33.8)                            | 5.0 (41)                              | 10.4 (50.7)                           | 10.9 (51.6)                           | 5.4 (41.7)                            | −0.4 (31.3)                           | −7.8 (18)                             | −10.3 (13.5)                          | −14.7 (5.5)                           |
| 降水量 mm （inch）                    | 123.4 (4.858)                         | 93.3 (3.673)                          | 93.5 (3.681)                          | 96.1 (3.783)                          | 107.2 (4.22)                          | 102.3 (4.028)                         | 176.2 (6.937)                         | 153.4 (6.039)                         | 159.5 (6.28)                          | 165.9 (6.531)                         | 167.0 (6.575)                         | 168.5 (6.634)                         | 1,612.9 (63.5)                        |
| 平均月間日照時間                      | 53.0                                  | 71.0                                  | 129.2                                 | 179.2                                 | 196.0                                 | 185.5                                 | 162.8                                 | 200.6                                 | 164.0                                 | 147.5                                 | 96.1                                  | 60.5                                  | 1,648.8                               |
| 出典1：気象庁                         |                                       |                                       |                                       |                                       |                                       |                                       |                                       |                                       |                                       |                                       |                                       |                                       |                                       |
| 出典2：気象庁                         |                                       |                                       |                                       |                                       |                                       |                                       |                                       |                                       |                                       |                                       |                                       |                                       |                                       |

### 隣接している自治体
- 潟上市
- 山本郡 : 三種町
- 南秋田郡 : 大潟村

## 歴史
- 1954年（昭和29年）3月31日 - 南秋田郡船川港町、五里合村、男鹿中村、戸賀村、脇本村が合併して、旧男鹿市が誕生する。
- 1955年（昭和30年）3月1日 - 南秋田郡北浦町、船越町を編入。
- 1981年（昭和56年）8月5日 - 男鹿脇本事件が発生する。
- 2005年（平成17年）3月22日 - 若美町が合併して、新制の男鹿市が発足する。

### 不祥事
- 2007年（平成19年）9月

全国で過去の社会保険事務所での国民年金着服・横領問題を調査した結果、男鹿市は秋田県内全市町村で窓口職員における横領・着服の件数が最も多かった。市区町村職員による国民年金保険料の横領問題で、秋田県男鹿市は10月5日、時効が成立していない事案1件について、刑事告発しないと発表した。理由は全額弁済されているほか、着服したのは当時の嘱託職員で、退職して社会的制裁を受けていることなどを理由としている。男鹿市福祉部によると、国民年金課の収納指導員だった当時40歳代の女性職員が、1998年（平成10年）4月から2001年（平成13年）12月にかけて計21回にわたり、預かった保険料計194万1800円を着服した。

### 不審船漂着
- 2017年（平成29年）11月26日 - 男鹿市北部の野石地区宮沢海岸に不審船が漂着した[5]。

　（ちなみに、宮沢海水浴場に設置の男鹿市ライブカメラ によって（11月26日7時00分～16時00分）不審船漂着の様子が自動撮影、画像ファイル記録された。また、秋田海上保安部（第二管区海上保安本部）は、2017年11月24日 17:24発表の【緊急情報】転覆船漂流（秋田入道埼沖）にて、「11月23日16時58分現在、秋田県入道埼灯台から南東方約2km（北緯39度59分48秒　東経139度43分24秒）で長さ約5メートルの無人の転覆船が漂流しています。付近航行船舶は注意してください。」との注意喚起を行っていた。）

## 行政

### 市長
| 代         | 期         | 氏名     | 就任                      | 退任                      | 備考                                  |
| ---------- | ---------- | -------- | ------------------------- | ------------------------- | ------------------------------------- |
| 職務代行者 | 職務代行者 | 佐藤文衛 | 2005年（平成17年）4月1日  | 2005年（平成17年）4月16日 | 旧若美町長                            |
| 1          | 1          | 佐藤一誠 | 2005年（平成17年）4月17日 | 2009年（平成21年）4月3日  | 6代目旧男鹿市長 引退により1期途中退任 |
| 職務代理者 | 職務代理者 | 伊藤正孝 | 2009年（平成21年）4月4日  | 2009年（平成21年）4月11日 | 副市長                                |
| 2          | 2          | 渡部幸男 | 2009年（平成21年）4月12日 | 2017年（平成29年）4月11日 | 元秋田県議会議員                      |
| 2          | 3          | 渡部幸男 | 2009年（平成21年）4月12日 | 2017年（平成29年）4月11日 | 元秋田県議会議員                      |
| 3          | 4          | 菅原広二 | 2017年（平成29年）4月12日 | 現職                      | 元秋田県議会議員                      |
| 3          | 5          | 菅原広二 | 2017年（平成29年）4月12日 | 現職                      | 元秋田県議会議員                      |

平成の大合併で、新設合併にともなう市町村長選挙において、秋田県内では唯一無投票で初代市長が決まっている。

### 旧・男鹿市
- 初代…中川重春
- 2代…佐藤俊雄
- 3代…斉藤久治
- 4代…吉田金忠（初代・中川重春の甥）
- 5代…菅原慶吉
- 6代…佐藤一誠（2代・佐藤俊雄の子、元・県議）

## 地域

### 人口
| |                                        |  |
| 男鹿市と全国の年齢別人口分布（2005年） | 男鹿市の年齢・男女別人口分布（2005年） |  |
| ■紫色 ― 男鹿市 ■緑色 ― 日本全国 | ■青色 ― 男性 ■赤色 ― 女性              |  |
| 男鹿市（に相当する地域）の人口の推移 \| 1970年（昭和45年） \| 50,935人 \| \| \| 1975年（昭和50年） \| 49,063人 \| \| \| 1980年（昭和55年） \| 47,829人 \| \| \| 1985年（昭和60年） \| 45,891人 \| \| \| 1990年（平成2年） \| 42,723人 \| \| \| 1995年（平成7年） \| 40,517人 \| \| \| 2000年（平成12年） \| 38,130人 \| \| \| 2005年（平成17年） \| 35,637人 \| \| \| 2010年（平成22年） \| 32,294人 \| \| \| 2015年（平成27年） \| 28,375人 \| \| \| 2020年（令和2年） \| 25,154人 \| \| |                                        |  |
| 総務省統計局 国勢調査より |                                        |  |
| 1970年（昭和45年） | 50,935人                               |  |
| 1975年（昭和50年） | 49,063人                               |  |
| 1980年（昭和55年） | 47,829人                               |  |
| 1985年（昭和60年） | 45,891人                               |  |
| 1990年（平成2年） | 42,723人                               |  |
| 1995年（平成7年） | 40,517人                               |  |
| 2000年（平成12年） | 38,130人                               |  |
| 2005年（平成17年） | 35,637人                               |  |
| 2010年（平成22年） | 32,294人                               |  |
| 2015年（平成27年） | 28,375人                               |  |
| 2020年（令和2年） | 25,154人                               |  |

### 人口動態概要
2024年8月1日現在22,418人となっており人口減少が続いている。現在の人口規模は最盛期の1955年（昭和25年）59,955人の4割程にしか過ぎず人口減少が進む秋田県の自治体の中においてもとりわけ大きい人口減少率である。男鹿市内でも人口動態は異なっており,船越地区では近年まで人口増加が続いていた一方で、北浦地区や戸賀地区では最盛期の約5分の1の規模にまで人口が減少している。傾向としては秋田市寄りの地区ではやや人口減少が緩やかであり半島末端の地区ほど人口減少が大きくなっている。
男鹿市は1954年に1町4村の合併により市制施行。人口34,085人の男鹿市が誕生した。（1955年には船越,北浦を2005年には若美を編入している）男鹿市発足当時の市域には現在は12,540人（2020年国勢調査）程しかおらず人口は大幅に減少している。
| 旧市町村 | 1950年 | 2020年 | 人口増減数(人) | 人口増加率(%) |
| -------- | ------ | ------ | -------------- | ------------- |
| 船川港   | 16,865 | 6,263  | 10,602         | 62.9          |
| 五里合   | 4,159  | 1,255  | 2,904          | 69.8          |
| 戸賀     | 1,904  | 342    | 1,562          | 82.0          |
| 脇本     | 7,549  | 3,685  | 3,864          | 51.2          |
| 男鹿中   | 3,608  | 995    | 2,613          | 72.4          |
| 北浦     | 8,345  | 2,141  | 6,204          | 74.3          |
| 船越     | 4,458  | 5,728  | 1,270          | 28.5          |
| 若美     | 11,392 | 4,745  | 6,647          | 58.3          |
| 男鹿市   | 58,280 | 25,154 | 33,126         | 56.7          |

### 医療
- 男鹿みなと市民病院（救急告示病院） : 男鹿市船川港船川字海岸通り1号8番地6[8]

### 警察
- 秋田県警察
  - 男鹿警察署

### 消防
- 男鹿地区消防一部事務組合消防本部
  - 男鹿地区消防署（北分署、東分署、若美分署）

### 裁判所
- 男鹿簡易裁判所

### 国の行政機関
- 厚生労働省
  - 秋田公共職業安定所男鹿出張所
- 農林水産省
  - 米代西部森林管理署男鹿森林事務所
- 経済産業省
  - 石油天然ガス・金属鉱物資源機構秋田国家石油備蓄基地事務所
- 国土交通省
  - 国土地理院男鹿験潮場
- 防衛省
  - 航空自衛隊三沢基地加茂分屯基地（北部航空警戒管制団第33警戒隊）

### 教育

#### 生涯教育
- 男鹿市立図書館
- 男鹿市民文化会館

#### 高等学校
- 秋田県立男鹿工業高等学校
- 秋田県立男鹿海洋高等学校

#### 中学校
- 男鹿市立男鹿南中学校
- 男鹿市立男鹿東中学校

#### 小学校
- 男鹿市立船川第一小学校
- 男鹿市立船越小学校
- 男鹿市立脇本第一小学校
- 男鹿市立美里小学校

## 産業

### 漁業

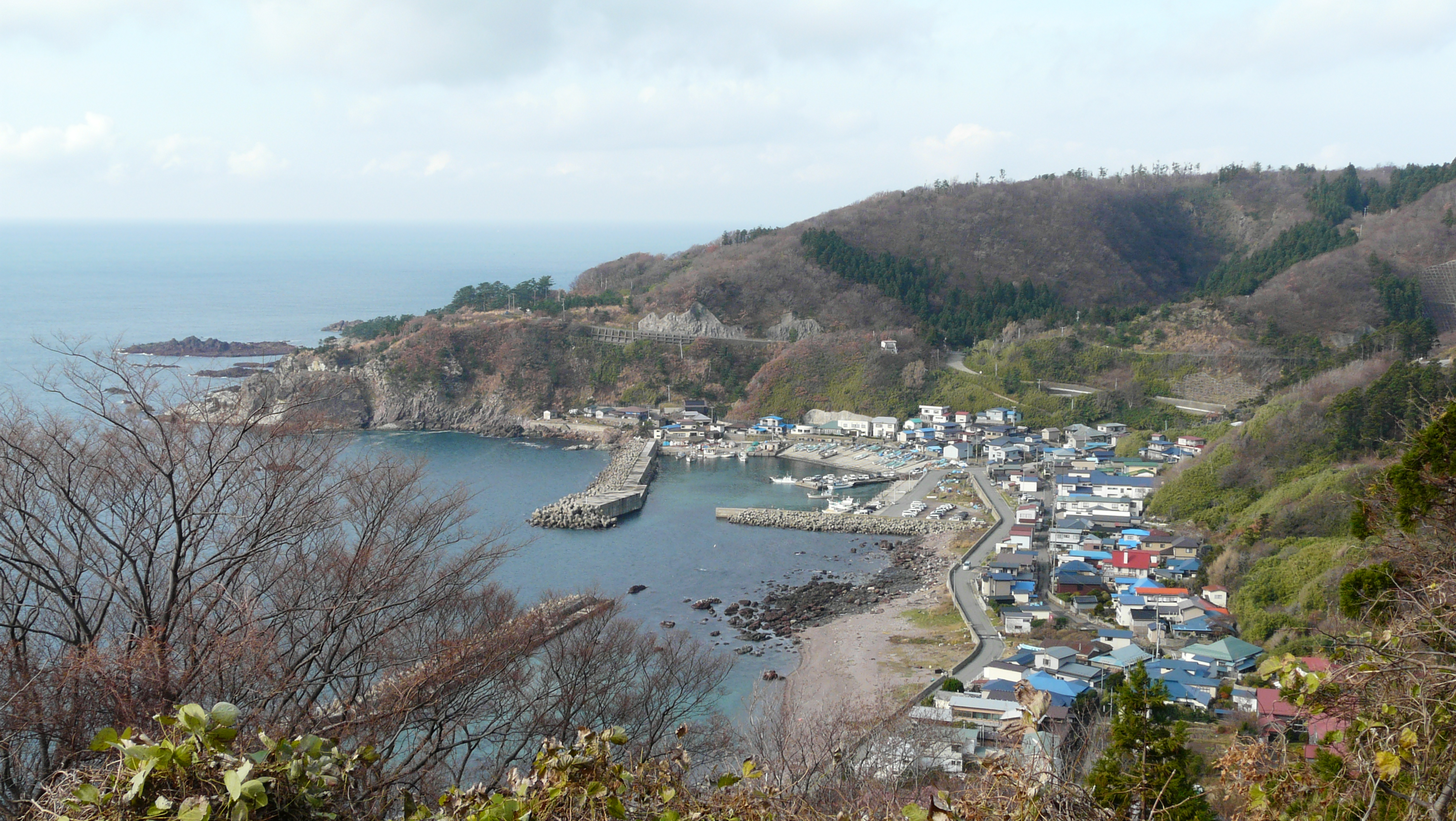
市内の漁港

- 船越漁港
- 脇本漁港
- 椿漁港
- 門前漁港
- 加茂漁港
- 畠漁港
- 湯之沢漁港
- 北浦漁港
- 五里合漁港
- 若美漁港

### 鉱業
- 申川油田
- 福川油田
- ENEOS船川事業所（日本鉱業船川製油所→日鉱共石船川製油所→ジャパンエナジー船川事業所→JX日鉱日石エネルギー船川事業所→JXエネルギー船川事業所→JXTGエネルギー船川事業所）
- 秋田国家石油備蓄基地

### 工業
- 船川港木材コンビナート

### 商業施設

#### 船川港船川地区
- ドジャース男鹿店
- 道の駅おが

#### 船川港比詰(羽立)地区
- いとく男鹿店

※現在は船越地区に移転

#### 脇本地区
- マックスバリュ男鹿店（イオン東北運営）
- DCM男鹿店

#### 船越地区
- ケーズデンキ男鹿パワフル館（デンコードー運営）
- スーパーセンターアマノ男鹿店
- 男鹿なまはげモール
  - いとく男鹿ショッピングセンター
  - 無印良品

### 金融機関
- 秋田銀行（市指定金融機関）
  - 男鹿支店（北浦出張所）
  - 船越支店
- 北都銀行（市指定代理金融機関）
  - 男鹿支店
  - 船越支店
- 秋田信用金庫
  - 船越支店
- 秋田なまはげ農業協同組合
  - 男鹿支店（北浦支店）
  - 若美支店

### 郵便局
- 船越郵便局（集配局）
- 若美郵便局（集配局）
- 男鹿郵便局（集配局）
- 北浦郵便局（集配局）

- 脇本郵便局
- 五里合郵便局
- 野石郵便局
- 払戸郵便局
- 金川郵便局

- 椿郵便局
- 男鹿中郵便局
- 戸賀郵便局
- 入道崎郵便局

- 脇本駅前簡易郵便局
- 浦田簡易郵便局
- 福米沢簡易郵便局
- 小深見簡易郵便局
- 田中簡易郵便局

- 女川簡易郵便局
- 山田簡易郵便局
- 青砂簡易郵便局
- 安全寺簡易郵便局
- 男鹿温泉簡易郵便局

### 観光
男鹿半島は三方を海に囲まれており、観光名所が点在している。代表的なものに、寒風山や鵜野崎海岸、男鹿半島・大潟ジオパークなどがある。

#### 観光への取り組み
男鹿市は、独自の観光サイト『男鹿ナビ』の運営のほか、最近では総務省地域力創造アドバイザーである吉井靖を中心に、中学生と故郷のまちづくりを考えるワークショップ活動なども実施している。

#### 名所・旧跡・観光スポット・祭事・催事
- 入道崎
- 入道埼灯台（日本の灯台50選）
- 男鹿国定公園
- 男鹿半島・大潟ジオパーク - 日本ジオパークに加盟
- 寒風山
- 男鹿目潟火山群一ノ目潟（国の天然記念物）
- 真山・本山・毛無山（男鹿三山）
  - 赤神神社五社堂（国の重要文化財）
- なまはげ（国の重要無形民俗文化財）
- 脇本城（国の史跡）
- 男鹿温泉郷
- 男鹿温泉交流会館「五風」（青森県の彩書家：手間本北栄の作品収蔵）
- 宮沢海水浴場
- 五里合海水浴場
- 戸賀海水浴場
- 鵜ノ崎海岸（日本の渚百選）
- 秋田県立男鹿水族館
- 男鹿日本海花火
- 男鹿ナマハゲロックフェスティバル

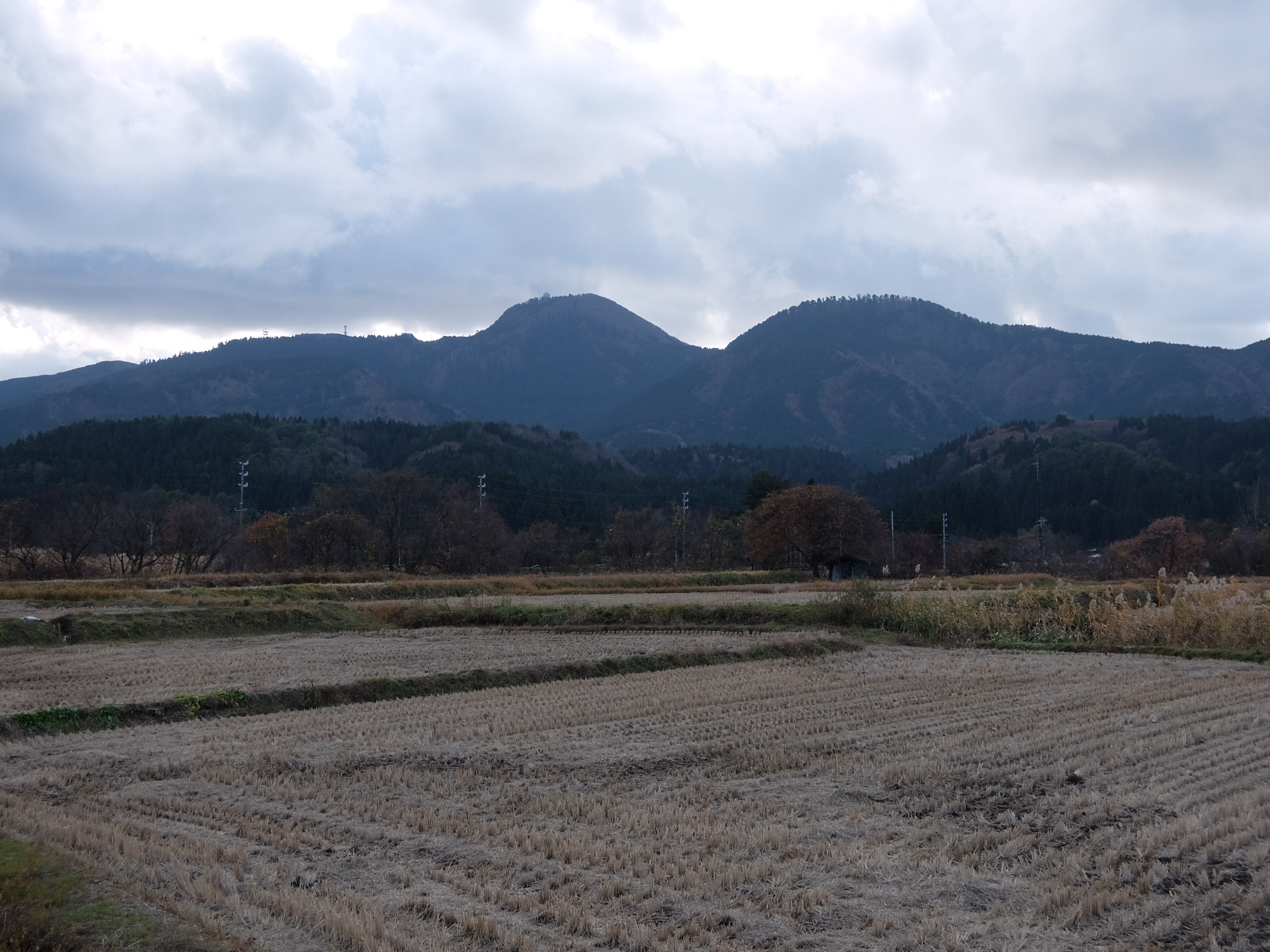
男鹿三山
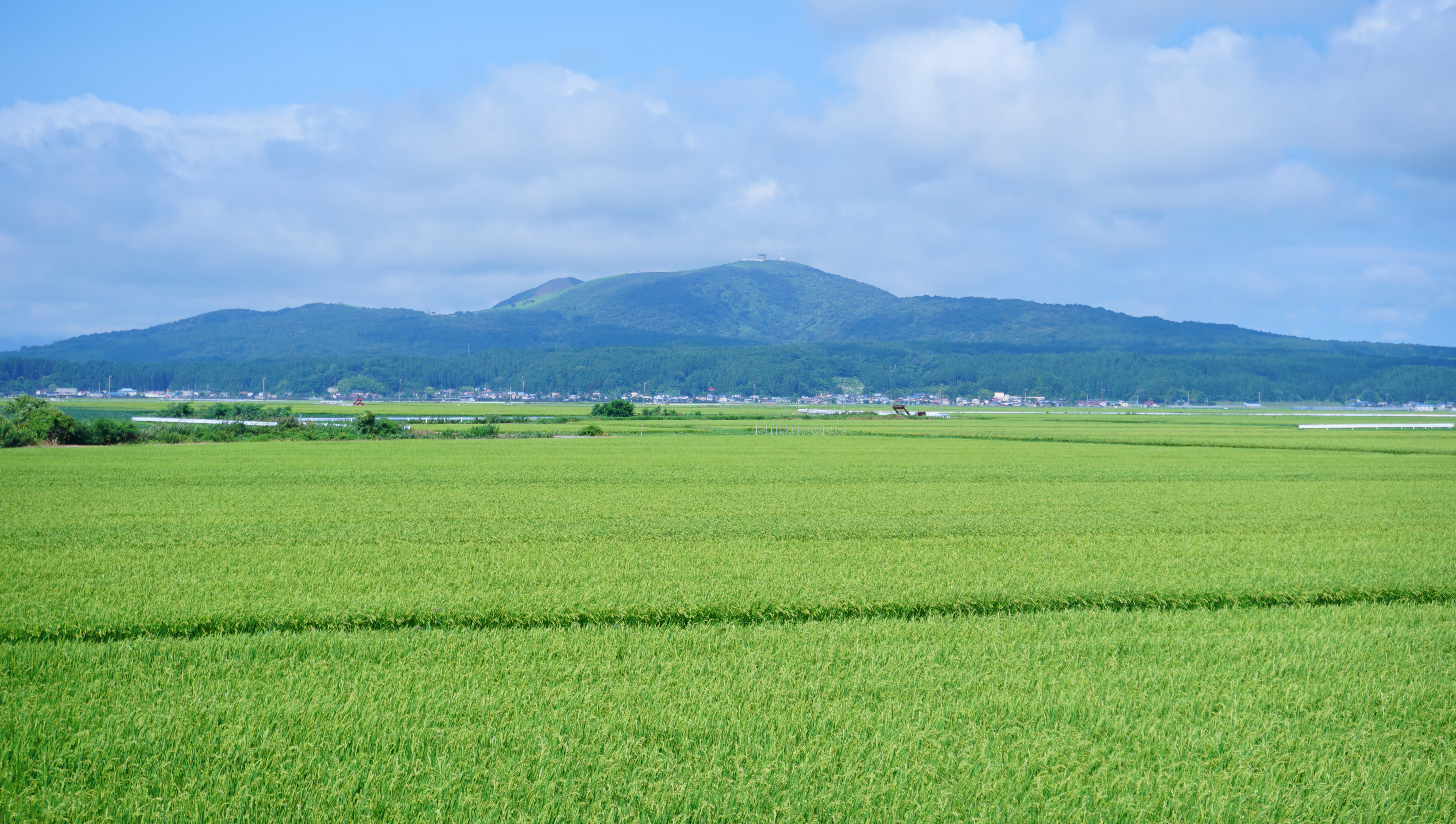
寒風山
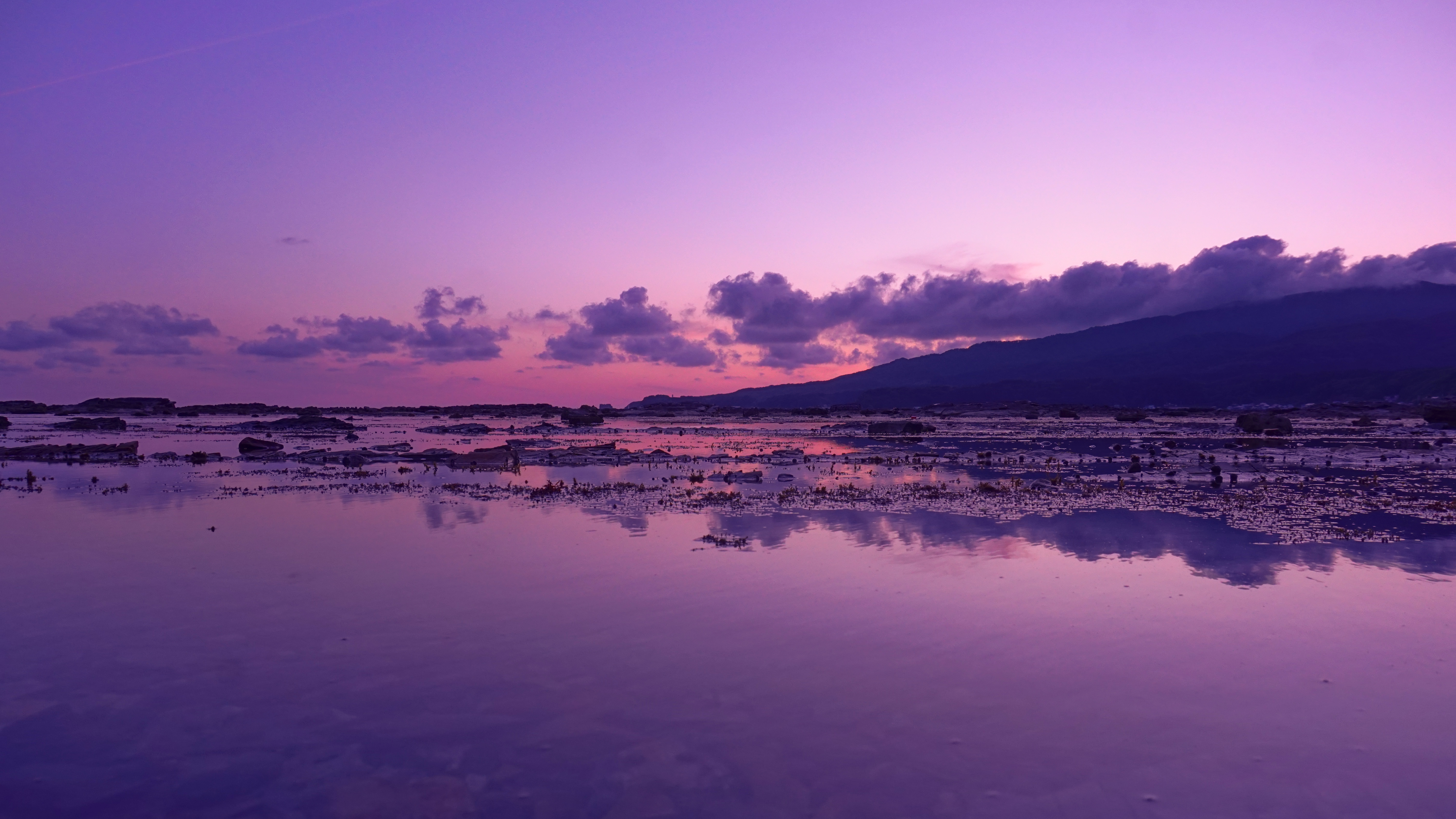
鵜ノ崎海岸
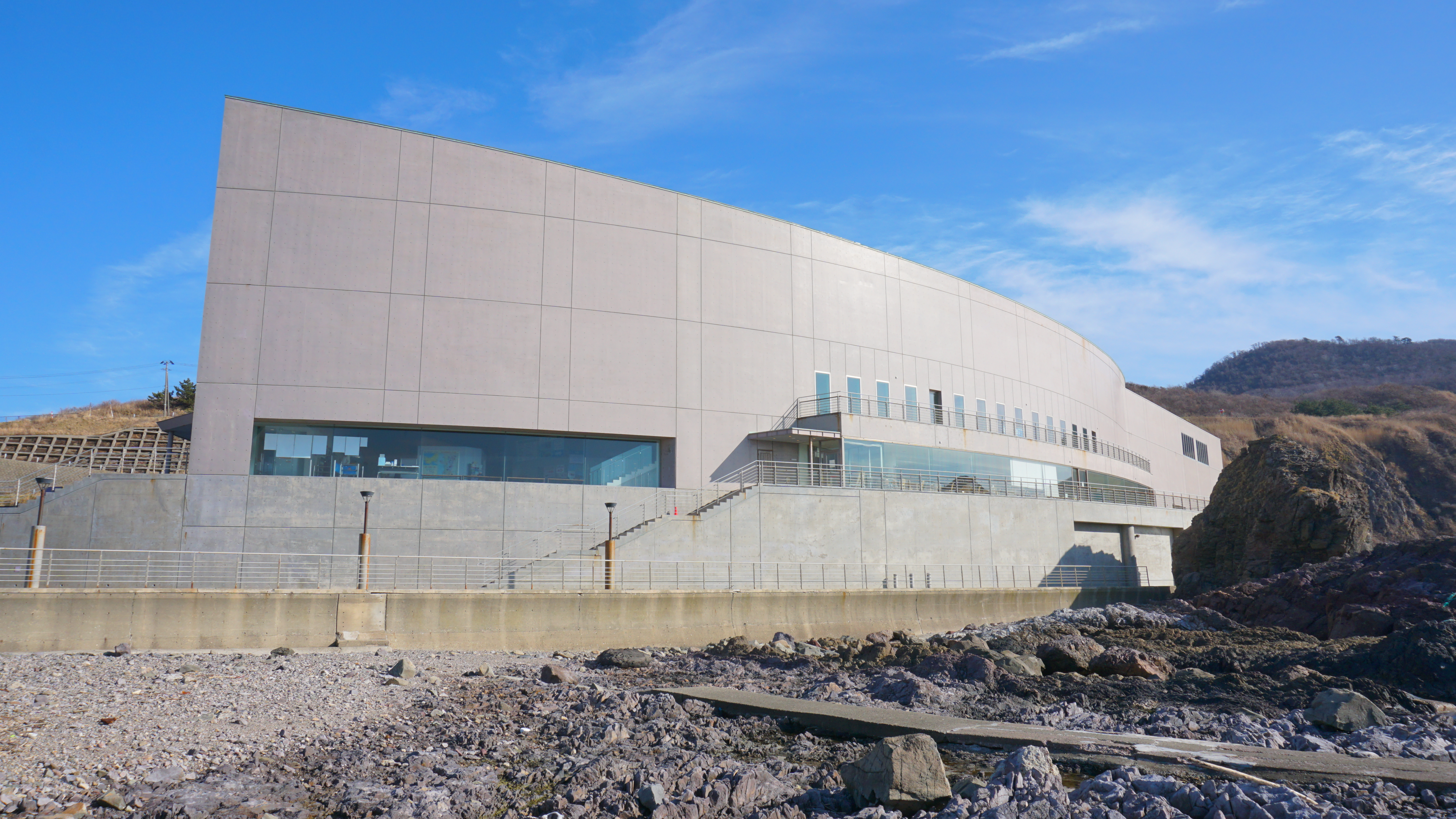
男鹿水族館GAO
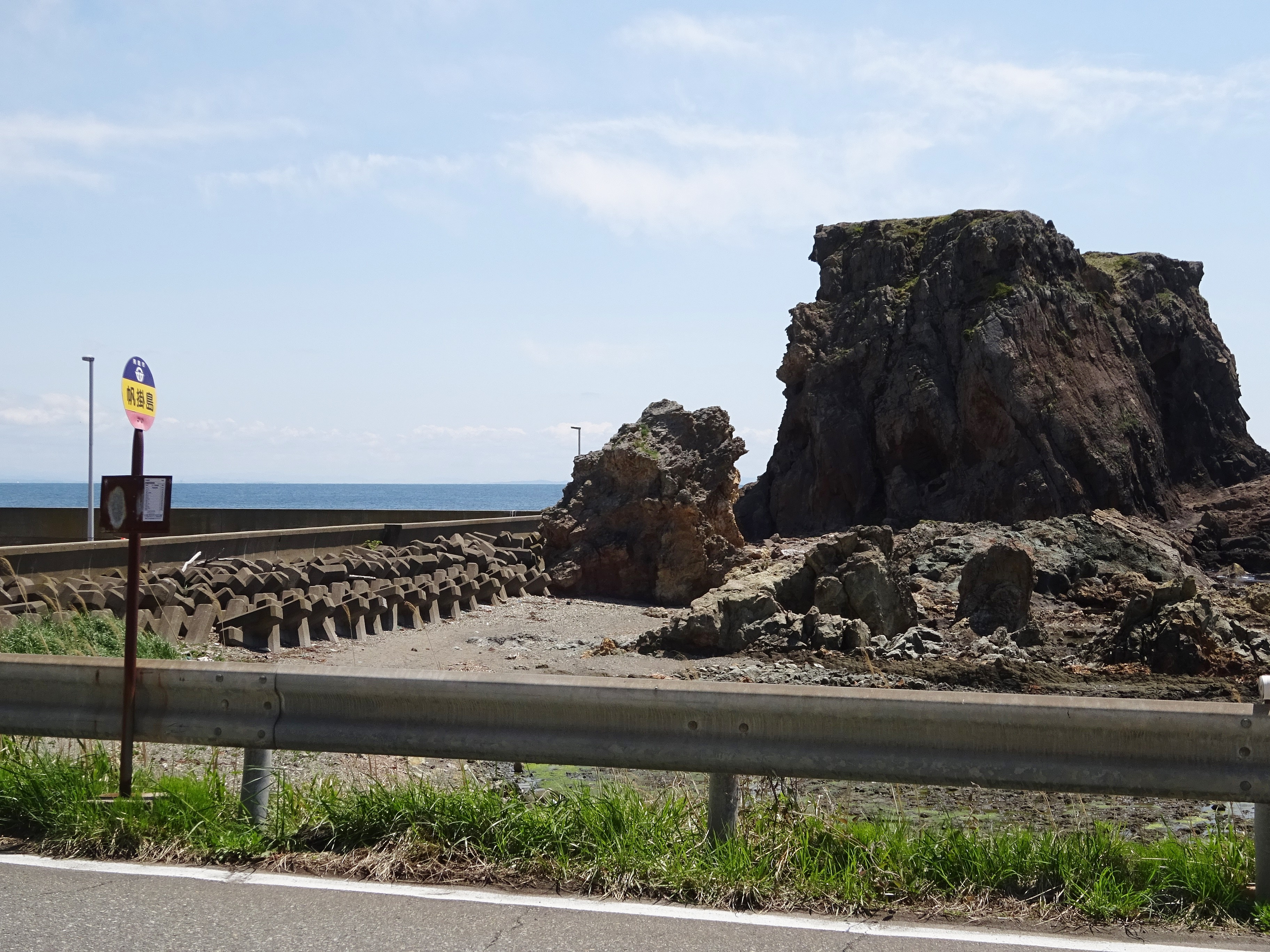
男鹿帆掛島

### 発電
- 洋上風力発電所（名称未定） - 男鹿市の沖合は能代市、三種町とともに、国により洋上風力発電の整備を優先的に進める促進区域に指定されている。2021年には三菱商事と中部電力の子会社などの共同事業体が事業者になることが決定しており、今後、風車の設置が進められ、2028年以降に発電が開始される見込み[10]。

## 提携都市
- アメリカ合衆国 カリフォルニア州 リビングストン市（英語版）
  - 1994年（平成6年）8月18日、旧・若美町が姉妹都市を提携。

## 交通

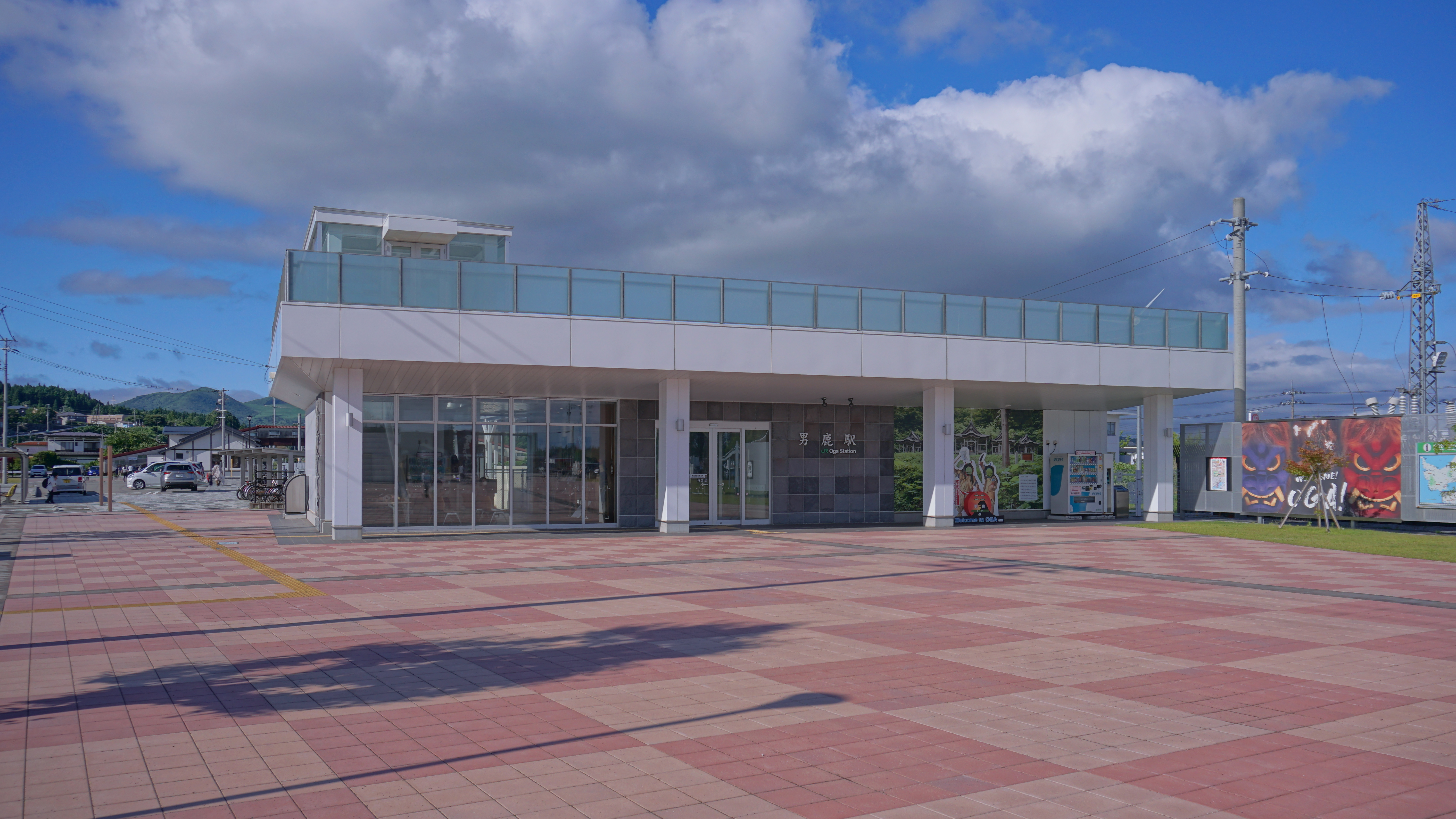
男鹿駅

### 鉄道
- 東日本旅客鉄道
  - 男鹿線：船越駅 - 脇本駅 - 羽立駅 - 男鹿駅
- 中心となる駅：男鹿駅

### バス
- 男鹿市マイタウンバス
  - 秋田中央トランスポート
  - 船川タクシー
  - 秋田観光バス
  - 浮田産業交通

なお、野石字五明光地区には、八竜ふれあいセンターから三種町ふれあいバス・浜口地区の路線が乗り入れている。

### 道路
- 一般国道
  - 国道101号
- 主要地方道
  - 秋田県道42号男鹿八竜線
  - 秋田県道54号男鹿琴丘線
  - 秋田県道55号入道崎寒風山線
  - 秋田県道59号男鹿半島線
- 一般県道
  - 秋田県道104号男鹿昭和飯田川線
  - 秋田県道121号入道崎八望台北浦線
  - 秋田県道159号船越停車場線
  - 秋田県道160号男鹿停車場線
  - 秋田県道226号脇本脇本停車場線
  - 秋田県道298号道村大川線
  - 秋田県道304号払戸琴川線
- 自転車道
  - 秋田県道403号秋田男鹿自転車道線

#### 道の駅
- 道の駅おが

### 港湾
- 船川港

## 出身者
- 天野芳太郎（アンデス文明研究家、実業家）（脇本村出身）
- 粟津號（俳優）（船越町出身）
- 安藤泰洋（ラグビー選手、清水建設江東ブルーシャークス）（旧男鹿市出身）
- 伊藤サチコ（シンガーソングライター）（旧男鹿市出身）
- 伊藤ももこ（女優）（若美町出身）
- 大浪妙博（元力士）（戸賀村出身）
- 落合博満（元プロ野球選手、中日ドラゴンズ元監督。男鹿市名誉市民）（潟西村→若美町出身）
- 小松直之（イラストレータ）（若美町出身）
- 佐野正文（元ラグビー選手）（北浦町出身）
- 三遊亭丈助（落語家）（旧男鹿市出身）
- 薄田美朝（群馬県知事、鹿児島県知事、警視総監、衆議院議員）（五里合村出身）
- 関向良子（秋田放送のアナウンサー）（旧男鹿市出身）
- 武田哲哉（秋田テレビアナウンサー）（旧男鹿市出身）
- 中村和雄（バスケットボール指導者、秋田ノーザンハピネッツヘッドコーチ）（船越町出身）
- 夏井昇吉（柔道家）（船川港町出身）
- 西村修平（政治活動家）
- 西村祥治（海軍中将）（船越村出身）
- 安田久（実業家）（旧男鹿市出身）
- 吉田義人（ラグビー選手、明治大学ラグビー部前監督）（旧男鹿市出身）

## 男鹿市を撮影した作品
- 風が通り抜ける道
- 泣く子はいねぇが